# Altay Yavuzaslan
Altay Yavuzaslan (* 4. September 1942 in Isparta; † 3. Juni 1997) war ein  türkischer Fußballtorhüter. Durch seine langjährige Tätigkeit für  Ankara Demirspor wird er mit diesem Verein assoziiert. In der Saison 1962/63 war Yavuzaslan für den Istanbuler Traditionsklub Galatasaray aktiv und erreichte mit diesem Klub zum Saisonende die Türkische Fußballmeister.

## Spielerkarriere

### Verein
Yavuzaslan begann seine Profifußballkarriere 1961 beim damaligen Istanbuler Erstligisten Vefa. Trotz seines Alters von 19 Jahren eroberte er sich hier über weite Strecken den Stammtorhüterposten.
Durch seine Leistungen bei Vefa fiel er den Verantwortlichen bei Galatasaray Istanbul auf, die für den unumstrittenen Stammtorhüter Turgay Şeren einen Ersatz und späteren Nachfolger suchten. So wechselte Yavuzaslan zur Saison 1962/63 zu dem amtierenden türkischen Meister Galatasaray. Hier absolvierte er über eine Saison fünf Ligaspiele über die volle Spiellänge und wurde zum Saisonende mit seinem Team türkischer Meister und Pokalsieger.
Bereits nach einer Saison verließ er Galatasaray und wechselte innerhalb der Liga zum Hauptstadtverein Ankara Demirspor. Hier spielte er die nächsten acht Spielzeiten und stieg 1969 zum Nationalspieler auf. Am Ende der Spielzeit 1970/71 verpasste er mit seiner Mannschaft den Klassenerhalt und stieg in die zweithöchste türkische Spielklasse, in die 2. Lig, ab. In der 2. Lig spielte er noch eine unbestimmte Zeit für Demirspor und beendete dann seine aktive Spielerkarriere.

### Nationalmannschaft
Yavuzaslan wurde im Rahmen eines zum 17. Januar 1969 angesetzten Testspiels gegen die Saudi-arabische Nationalmannschaft vom damaligen Nationaltrainer Adnan Süvari das erste Mal in den Kader der türkischen Nationalmannschaft berufen. Bei dieser Partie spielte er von Anfang an und absolvierte sein erstes und einziges Länderspiel.

## Tod
Nach seiner Trainerkarriere betrieb Yavuzaslan ein Nachtlokal und verliebte sich in eine Sängerin, die in seinem Lokal auftrat. Wenig später heirateten beide und gründeten eine Familie. Im Frühjahr 1984 geriet er mit seiner Frau in einen heftigen Familienstreit, in dem er im Affekt seine Frau tödlich verletzte. Er stellte sich der Polizei und erhielt eine Freiheitsstrafe. Am 3. Juni 1997 verstarb Yavuzaslan und wurde auf dem Karşıyaka-Friedhof in Ankara beigesetzt.

## Erfolge

### Als Spieler
- Galatasaray Istanbul:
  - Süper Lig: 1962/63
  - Türkischer Pokalsieger: 1962/63